# 村木雅美

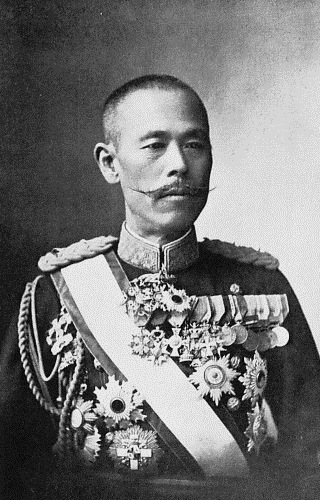
村木雅美

村木 雅美（むらき まさみ、1856年11月15日（安政3年10月18日） - 1922年12月8日）は、日本陸軍の軍人。最終階級は陸軍中将。貴族院議員、男爵。

## 経歴
高知藩郷士・村木保次の長男として生まれる。1871年に上京し海南私塾に入る。1878年12月、陸軍士官学校（旧2期）を卒業し、翌年2月、砲兵少尉任官。フランス留学、陸士教官、欧州出張などを経て、1887年11月、陸相秘書官心得として大山巌大臣に仕える。陸軍省副官心得、陸軍省副官兼秘書官、砲兵第1方面内砲兵本廠長、第5師団兵站監、陸軍省軍務局砲兵課長などを歴任し、1901年2月、陸軍少将に進級。
1901年2月より東宮武官長となり、1906年7月に陸軍中将に昇進。1907年12月11日から1911年6月2日まで東宮大夫を兼任。1912年8月から10月まで侍従武官を兼務した。同年10月に待命となり、同年12月17日、予備役に編入された。1919年4月1日、後備役となる。
1907年9月、男爵を叙爵し華族となり、1912年12月17日から1922年12月まで貴族院議員に在任。さらに、竹田宮及び東久邇宮宮務監督を務めた。

## 栄典
位階
- 1884年（明治17年）10月20日 - 正七位[5]
- 1897年（明治30年）10月30日 - 従五位[6]
- 1901年（明治34年）6月10日 - 正五位[7]
- 1906年（明治39年）6月30日 - 従四位[8]
- 1911年（明治44年）7月20日 - 正四位[9]
- 1912年（大正元年）12月28日 - 従三位[10]

勲章等
- 1889年（明治22年）11月29日 - 大日本帝国憲法発布記念章[11]
- 1892年（明治25年）5月28日 - 勲六等瑞宝章[12]
- 1895年（明治28年）
  - 10月18日 - 単光旭日章・功四級金鵄勲章[13]
  - 11月18日 - 明治二十七八年従軍記章[14]
- 1896年（明治29年）11月25日 - 勲五等瑞宝章[15]
- 1901年（明治34年）12月27日 - 勲三等瑞宝章[16]
- 1902年（明治35年）5月10日 - 明治三十三年従軍記章[17]
- 1906年（明治39年）4月1日 - 勲二等旭日重光章・明治三十七八年従軍記章[18]
- 1907年（明治40年）9月21日 - 男爵 [19]
- 1909年（明治42年）4月18日 - 皇太子渡韓記念章[20]
- 1912年（大正元年）
  - 12月31日 - 勲一等瑞宝章[21]
- 1915年（大正4年）
  - 11月10日 - 大礼記念章[22]
  - 12月1日 - 旭日大綬章[23]

外国勲章佩用允許
- 1892年（明治25年）4月11日 - ロシア帝国：神聖アンナ第二等勲章[24]
- 1899年（明治32年）7月4日 - 大清帝国：第二等第三双竜宝星[25]
- 1900年（明治33年）4月17日 - スペイン王国：メリットミリテール第三級勲章[26]
- 1905年（明治38年）6月16日 - 大韓帝国：勲一等八卦章[27]